# Terabit Ethernet

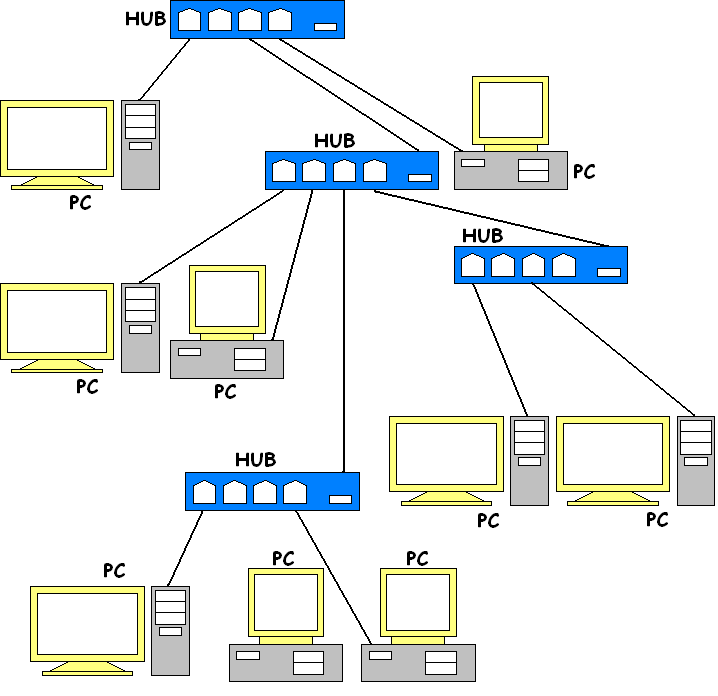
Diagrama de connexió d'Ethernet.

Terabit Ethernet o TbE és Ethernet amb velocitats superiors a 100 Gigabit Ethernet. 400 Gigabit Ethernet (400G, 400GbE) i 200 Estàndards Gigabit Ethernet (200G, 200GbE) desenvolupats per l'IEEE P802.3bs Task Force utilitzant una tecnologia àmpliament similar a 100 Gigabit Ethernet es va aprovar el 6 de desembre de 2017. El 2016, diversos proveïdors d'equips de xarxa ja oferien solucions pròpies per a 200G i 400G.
El full de ruta tecnològic de l'Ethernet Alliance 2022 preveu velocitats de 800 Gbit/s i 1,6 Tbit/s es convertirà en un estàndard IEEE entre aproximadament el 2023 i el 2025. Doblar fins a 800 GbE es preveu que el es produeixi després que 112 Gbit/s SerDes estiguin disponibles. L'Optical Internetworking Forum (OIF) ja ha anunciat cinc nous projectes al 112 Gbit/s que també faria 100 GbE de quarta generació (carril únic) possibles. El grup de treball IEEE P802.3df va començar a treballar el gener de 2022 per estandarditzar 800 Gbit/s i Ethernet a 1,6 Tbit/s.
Facebook i Google, entre altres empreses, han expressat la necessitat de TbE. Mentre que una velocitat de 400 Gbit/s es pot aconseguir amb la tecnologia existent, 1 Tbit/s (1000 Gbit/s) requeririen una tecnologia diferent. En conseqüència, a la reunió del grup de consens d'Ethernet de velocitat més alta d'IEEE Industry Connections el setembre de 2012, 400 GbE va ser escollit com l'objectiu de la propera generació.
200G Ethernet utilitza la senyalització PAM4 que permet transmetre 2 bits per cicle de rellotge, però amb un cost d'implementació més elevat.
El "Grup d'estudi Ethernet de 400 Gb/s " de IEEE 802.3 va començar a treballar en l'estàndard de generació de 400 Gbit/s el març de 2013. Els resultats del grup d'estudi es van publicar i aprovar el 27 de març de 2014. Posteriorment, el grup de treball IEEE 802.3bs va començar a treballar per proporcionar especificacions de capa física per a diverses distàncies d'enllaç.
Com totes les velocitats des de 10 Gigabit Ethernet, els estàndards només admeten el funcionament full-duplex. Altres objectius inclouen:
1. Admet velocitats de dades MAC de 400 Gbit/s i 200 Gbit/s.[18]
2. Preserveu el format de trama Ethernet utilitzant el MAC Ethernet.
3. Preservar la mida de trama mínima i màxima de l'estàndard Ethernet actual.
4. Admet una relació d'error de bits (BER) de 10 -13, que és una millora respecte a la BER de 10-12 que es va especificar per a 10GbE, 40GbE i 100GbE.
5. Suport per a OTN (transport d'Ethernet a través de xarxes de transport òptiques) i suport opcional per a Ethernet d'eficiència energètica (EEE).